# PSR J0540−6919
Coordenadas:  05h 40m 10.84s, +69° 19′ 54.2″
PSR J0540−6919 (también conocido como PSR B0540−69) es un púlsar en la nebulosa de la Tarántula de la Gran Nube de Magallanes. Es el primer púlsar extragaláctico de rayos gamma descubierto.

## Historia
Similar al púlsar del Cangrejo, se descubrió por primera vez con rayos X en 1984 y posteriormente se detectó en longitudes de onda de radio. Inicialmente, los astrónomos atribuyeron el resplandor a las colisiones de partículas subatómicas aceleradas en las ondas de choque producidas por las explosiones de supernovas y se necesitaron más de seis años de observaciones del telescopio Fermi para detectar pulsaciones de rayos gamma de J0540-6919.
En 2015, se determinó que J0540-6919 es responsable de aproximadamente la mitad del flujo de rayos gamma de la nebulosa de la Tarántula en la Gran Nube de Magallanes. Fue identificado como una fuente brillante de radiación gamma al principio de la misión Fermi.